# ウェブスタンダードプロジェクト
ウェブスタンダードプロジェクト（The Web Standards Project 略称：WaSP）とは、ウェブサイトをウェブ標準に則って制作することを推進する団体。1998年創立。
インターネット上に日々公開される全てのウェブサイトがアクセスしやすい、長期的な運用が可能、ウェブ製作に対する費用と複雑さを減らす試みを行っている。

## 歴史
段落を意味するp要素を1行スペースを空けるために使用したり、引用を意味するblockquote要素をコンテンツの左右にマージンを取るために使用したりといったように、要素の持つ本来の意味とは無関係に見た目を調整するためだけにマークアップを行う人々が大半である時代があった。HTMLの仕様では、見た目を調整するためにはスタイルシートを使うべきであったが、当時のウェブブラウザのスタイルシートの対応度が不十分であったため、本来の要素の意味を無視してマークアップを行っていた。ウェブブラウザを供給する企業は、ウェブ標準に沿ったソフトウェアを世に送るよりも、ブラウザシェアを拡大し企業利益を獲得しようとすることに重点を置いていた（ブラウザ戦争）こともこのような状況を後押しした。
インターネットが普及し始めると、ウェブデザイナーは美しくレイアウトされ、目を奪われるような綺麗な画像を多く含んだ注目を受けるウェブサイトを開発するようになる。ただし、紙とWWWのメディアの特性の違いを無視し、WWWにもグリッドレイアウトによる手法を持ち込んでしまった。それは、ウェブサイトの見た目を細かく指定するためにtable要素を用いる手法である。これはテーブルレイアウトと呼ばれている。また、WYSIWYGでデザインできるWebオーサリングツールが生成するHTML文書もテーブルレイアウトの手法を用いたものであることが大半であった。
テーブルレイアウトにより美しくレイアウトされ、目を引き付ける画像を含んだウェブサイトは世界中からのアクセスが増えるとともに、ウェブサイトが置かれたサーバの転送制限やディスク容量不足のための追加費用など、サーバ会社に余計な出費を強いられるようになる。また、ウェブサイトにボタンをたった1つ追加するために複雑になったテーブルレイアウトを解読し、画像をスライスするウェブデザイナーの手を煩わせている。

## 目的
ウェブスタンダードプロジェクトは、ウェブ標準を基礎にウェブサイトを構築することで様々な要因を解決しようとしている。

## テストケース
ウェブスタンダードプロジェクトは、ウェブブラウザのレンダリングエンジンがW3Cの勧告等を適切に実装しているか否かを検証するためのテストケースAcid2を作成している。